# Рачинский, Иван Иванович
Иван Иванович Рачинский (укр. Іван Іванович Рачи́нський; 13 февраля 1861, Темировка, Екатеринославская губерния, Российская империя — около 1921) — русский композитор и музыкальный критик.

## Биография
Иван Рачинский родился в селе Темировка в Екатеринославской губернии. Он окончил в 1886 году юридический факультет Петербургского университета. Параллельно Рачинский получал музыкальное образование, занимаясь у Юлия Иогансена и других видных педагогов. В последующие годы он публиковал музыкальные рецензии в столичной прессе, создавал оригинальные произведения (в их числе симфония, три струнных квартета, две симфонических сюиты, больше 20 романсов). В 1901 году Рачинский опубликовал большой труд «Этюды по истории русской музыки». Точная дата смерти композитора неизвестно; предположительно он умер в 1921 году.
Специалисты отмечают, что во многих произведениях Рачинского чувствуется украинский колорит. Композитор был последователем Петра Чайковского и «Могучей кучки».